# بابی الموند
بابی الموند (انگلیسی: Bobby Almond؛ زادهٔ ۱۶ آوریل ۱۹۵۱) یک بازیکن فوتبال اهل نیوزیلند است.
وی همچنین در تیم ملی فوتبال نیوزیلند بازی کرده است.